# 櫛田神社前車站
櫛田神社前車站（日语：／ Kushida-jinjamae eki */?）是位在日本福岡縣福岡市博多區祇園町，屬於福岡市地下鐵七隈線的鐵道車站，近櫛田神社。
站名來自當站北側的櫛田神社（博多總鎮守），該神社是「博多祇園山笠」的奉納場所。車站的象徵標誌由西島雅幸設計，結合象徵櫛田神社的銀杏葉及博多祇園山笠的「舁繩」。車站識別色為 DIC-121（鮮艷黃赤），與藥院大通車站、金山車站、橋本車站共享。

## 歷史
- 2021年（令和3年）7月1日 - 站名決定[4]。
- 2023年（令和5年）3月27日 - 開業。

## 車站構造
島式月台1面2線的地下車站。位在博多驛前通的地下、祇園町西交差點東側。

## 利用状況
2023年度1日平均乗車人次為7,105人。
開業以來1日平均乗車人次推移如下表。
| 年度              | 1日平均 乗車人員 |
| ----------------- | ---------------- |
| 2022年（令和4年） | 7,154            |
| 2023年（令和5年） | 7,105            |

## 相鄰車站
福岡市交通局（福岡市地下鐵）
 七隈線
天神南（N16）－櫛田神社前（N17）－博多（N18）

## 脚注
1. ↑   (PDF) (新闻稿). 福岡市交通局. 2021-07-01  [2021-07-01]. （原始内容 (PDF)存档于2021-07-01） （日语）.
2. ↑   (PDF) (新闻稿). 福岡市交通局. 2022-01-07  [2022-01-07]. （原始内容 (PDF)存档于2022-01-07） （日语）.
3. ↑  『公共交通機関のユニバーサルデザイン』、81頁。
4. ↑  . 西日本新聞. 2021-07-01  [2021-07-01]. （原始内容存档于2021-07-01）.
5. ↑  令和6年度 地下鉄概要パンフレットPDF - 福岡市交通局

1. ↑  2023年3月27日開業。開業日起至同年3月31日計之5日間合計資料。

## 外部連結
- 七隈線延伸事業 （页面存档备份，存于） - 福岡市交通局